# Jamila Madeira
Jamila Bárbara Madeira e Madeira conocida como Jamila Madeira (Alte, Loulé, 17 de julio de 1975) es una política portuguesa, siendo actualmente (y desde julio de 2004) diputada por el Partido Socialista Europeo en el Parlamento Europeo.

## Biografía social y política
Cuando nació, su padre, Luís Filipe Madeira, era diputado de la Asamblea Constituyente, y la elección del nombre de la hija menor tuvo una carga ideológica de sus padres, surgiendo en homenaje a Djamila Beaupacha, porque su padre estaba leyendo un libro de Simone de Beauvoir sobre la historia real de una estudiante argelina torturada por los colonialistas franceses.
Con la familia vinculada a la política, comenzó temprano en la militancia política, sin problemas aunque su padre nunca la empujó a la política, pero le daba apoyo discreto y pese a los méritos, reconoce que ese mérito paterno, le dio seguridad como si tuviera una fianza.
Con diez años, ya estaba en la distribución de propaganda, pero fue en momentos de revueltas estudiantiles contra la Prueba General de Acceso (conocida en Portugal por su acrónimo PGA) y quando estava no segundo mandato (cargo para que foi eleita como Presidente em 1989 com quatorze anos) da Associação de Estudantes da Escola Secundária de Loulé e a frequentar o 10º ano, que apadrinhada pela irmã mais velha, Heloísa, filia-se na Juventude Socialista]] porque "já concordava com a ideologia socialista".
En 1994, sería electa Comisaria Nacional de la Juventud Socialista (cargo que abandona en 2004) y al año siguiente sería electa presidenta de la Mesa de la Comisión Política Concejalía de la JS/Loulé hasta 1997, año en que es electa Miembro de la Comisión Política Distrital de la JS/Algarve (cargo que abandona en 2005 y Miembro de la Comisión Política Distrital del PS/Algarve (cargo que aún ejerce) y también concejal del Ayuntamiento de Loulé (cargo que ocupa desde 1997, habiendo sido, en las elecciones autárquicas de 2009, candidata a presidenta de la Asamblea Municipal de Loulé contra el presidente en funciones por el PSD, Mário Patinha Antão.
Electa entre 1994 y 2000 para conformar la Comisión Política Nacional de la Juventud Socialista y Secretaria Nacional de la Juventud Socialista, y en Relaciones Internacionales de la Juventud Socialista, y en esa calidad fue nuevamente electa vicepresidenta de la Unión Internacional de Juventudes Socialistas (IUSY), y miembro del Bureau de la Organización Europea de Juventudes Socialistas (ECOSY).
En mayo de 2000 en el XII Congreso de la Juventud Socialista realizado en Espinho fue elegida para su primer mandato como Secretaria General de la Juventud Socialista que ganó contra Ana Catarina Mendes por un solo voto, y en el año anterior, en octubre de 1999 electa diputada a la Assembleia da República por el círculo de Algarve cargo que se deriva por ser Comisionada de Política Nacional del Partido Socialista (cargos que abandonó en 2004). 
En 2001, fue miembro, debido a su posición de la Comisión Política Nacional de Recandidatura de Jorge Sampaio a la Presidencia de la República. Y fue reelecta para un segundo mandato en el XIII Congreso de la Juventud Socialista, realizado en la Figueira da Foz en junio de 2002 (hasta julio de 2004), en ese año es de nuevo reelegida como diputada en la IX Legislatura, cargo que renuncia en julio de 2004 para ocupar el cargo que había sido elegida en las elecciones de ese año al Parlamento Europeo de diputada por el Partido Socialista Europeo.
Obtuvo una licenciatura en Economía por el Instituto Superior de Economía y Gestión concluyéndola en 1997, y desempeñó funciones asociativas en la Asociación de Estudiantes del Instituto Superior de Economía y Gestión, con mandato desde 1994 hasta 1995, y durante dos años (entre 1994 a 1996) fue miembro discente del Cuerpo Directivo de la Universidad Técnica de Lisboa. Posteriormente asistió al posgrado en Corporate Finance en el CEMAF/INDEG.
Actualmente ha suspendido por razones políticas, sus funciones ejercidas como economista del cuadro permanente de la Dirección de Planeamiento del Sistema Productor de la Redes Energéticas Nacionais (REN), habiendo sido antes técnica de planificación económica de Energías de Portugal (EDP).

## Funciones políticas
Ejerció varios cargos políticos:
- Diputada Municipal de Loulé entre 1997 y 2001
- Diputada en la Asamblea de la República (1999-2004 en las VIII, IX legislaturas)
- Secretaria General de la Juventud Socialista entre 2000 y 2004
- Comisaria Política Nacional del Partido Socialista, y Comisaria Nacional del Partido Socialista entre 1999 y 2004
- En el Parlamento Europeo: diputada desde julio de 2004, y miembro efectiva de la Comisión Parlamentaria de Desarrollo Regional, y suplente de la Comisión Parlamentaria do Empresas y de Asuntos Sociales, y además miembro efectiva de la Delegación a la Aamblea Parlamentaria Euro-Mediterránea (siendo vicepresidenta de la Comisión Económica, Financiera, de Asuntos Sociales y de Educación de esa Delegación), de la Delegación para las Relaciones con los Países de Mashreq, y suplente de la Delegación para las Relaciones con el Consejo Legislativo de Palestina, fue miembro suplente de la Comisión Temporaria para los desafíos políticos y los recursos presupuestarios de la Unión ampliada 2007-2013.